# Cavaliere Oscuro III - Razza suprema
Cavaliere Oscuro III - Razza suprema (Dark Knight III - The Master Race, accreditata anche come DKIII - The Master Race) è una miniserie a fumetti scritta da Frank Miller e Brian Azzarello, disegnata da Andy Kubert (matite) e Klaus Janson (chine). Si tratta di una miniserie di 9 numeri pubblicati dalla DC Comics tra il 2015 e il 2017. L'opera verte sul personaggio di Batman (qui presente nel titolo come "Cavaliere Oscuro") ed è il sequel della miniserie Batman - Il Cavaliere Oscuro colpisce ancora di Frank Miller pubblicata tra il 2001 e il 2002.

## Trama
A Gotham sono 3 anni che non si hanno avvistamenti di Batman quando improvvisamente riappare per attaccare dei poliziotti che stanno per sparare ad un sospetto di etnia afroamericana. Il commissario è Ellen Yndel ed è travolta dall'interesse dei media per il presunto ritorno del Cavaliere Oscuro. L'attenzione si sposta su Wonder Woman che combatte contro un minotauro vicino alla nuova città delle amazzoni che (stando alla sua architettura precolombiana) ora si trova nelle foreste sudamericane e non più su un'isola. Superman è immobile e coperto di ghiaccio nella sua Fortezza della solitudine e la figlia Lara gli fa visita ma non sembra poterlo aiutare.
La polizia di Gotham riesce a catturare Batman facilmente con una squadra speciale. Sotto la maschera del vigilante si trova però un emulatore ed è la giovane Caroline Kelly che in passato ha assunto il ruolo di Robin e poi di Catgirl. Dopo essere stata portata al commissariato viene interrogata da Yndel alla quale dichiara che il vero Batman è morto. Durante il suo trasporto in prigione viene però salvata dall'intervento di una batmobile corazzata che la riporta alla Batcaverna dove l'attende un invecchiato Bruce Wayne. Nel frattempo Lara ha convinto Ray Palmer (alias Atomo II) a collaborare con i kryptoniani che si trovano miniaturizzati e intrappolati nella città di Kandor. Unendo le scoperte di Palmer con la tecnologia di Krypton, l'esperimento riesce e diversi kryptoniani sono liberati e riportati alle loro normali dimensioni. Il primo gruppo ad essere salvato è però capitano da un leader di nome Quar che si affretta a distruggere ciò che rimane della città di Kandor e dei suoi abitanti ancora miniaturizzati e subito dopo rimpicciolisce Atom ad un livello subatomico facendolo sparire nell'oblio. Quar e i suoi seguaci kryptoniani non mostrano la stessa benevolenza e rettitudine di Kal-El e si pongono da subito come una minaccia.
L'obbiettivo di Quar è di dominare la Terra ed essere venerato come un Dio insieme al resto della sua gente. Dopo aver distrutto la città di Los Angeles, lancia un ultimatum ai leader del mondo perché si prostrino al suo volere. Bruce teme che i politici siano disposti a trattare o ad arrendersi al tiranno alieno e capisce che l'unica soluzione risiede nel suo alleato/nemico di un tempo, ovvero Superman. Questi si trova in uno stato di sonno continuo all'interno della Fortezza della Solitudine. Con l'aiuto di Carrie Kelly, Batman la raggiunge e riesce a risvegliare il kryptoniano che prende consapevolezza della minaccia rappresentata dai superstiti del suo stesso popolo. Dallo spazio profondo ritorna sulla Terra Hal Jordan (Lanterna Verde II) e spera di aiutare a trovare una soluzione. Appena viene in contatto con i kryptoniani di Quar, viene subito disarmato senza problemi. Una kryptoniana gli amputa il braccio con la mano che indossa l'anello del potere del Corpo delle Lanterne Verdi. Hal torna subito ad essere un normale essere umano e viene abbandonato a se stesso visto che non rappresenta alcuna minaccia.
Superman decide di affrontare Quar e i suoi seguaci che però sono appoggiati da Lara, la figlia di Superman. Questa non esita ad attaccare il padre accusandolo di tradire il loro popolo. Superman non ha il coraggio di battersi con la figlia e si lascia sconfiggere e intrappolare in una sostanza di Materia Nera (o Black Matter in originale) che lo avvolge completamente e lo paralizza. Adesso Quar si rivolge verso Gotham dove vuole che gli venga consegnato Batman, apostrofandolo come "infedele" e "fuorilegge". Se questo non accade in 36 ore la città e i suoi abitanti ne subiranno le conseguenze. Il Cavaliere Oscuro prova a mandare un messaggio di aiuto a Wonder Woman, la madre di Lara ma l'amazzone non vuole intervenire (dimostrando, nonostante la sua forza fisica, una fragilità di carattere pari a quella del suo compagno Kal-El). Batman però non si arrende, e presto in città scoppiano disordini perché i cittadini vorrebbero che lui si consegnasse. Bruce affida a Kelly un nuovo costume, quello di Batgirl così nel caso dovesse morire sarà lei a portarne avanti l'eredità. Gli affida anche la missione di recarsi al molo per contattare e incontrare Aquaman nella speranza di trovare qualche alleato almeno nei vecchi membri della Justice League of America, ormai non più operativa da molti anni.
Kelly, riesce ad ottenere l'aiuto di Aquaman, che si rende conto della minaccia rappresentata dai kryptoniani. Insieme si recano sul luogo dove Superman è stato imprigionato all'interno di una materia oscura che non gli permette di attingere forza dall'energia solare. Grazie ad un dispositivo speciale riescono a penetrare la barriera che lo permea e l'Uomo d'Acciaio si risveglia, è pronto a soccorrere Bruce. Questi, nel frattempo si è dotato di un'armatura simile a quella già vista in The Dark Knight Returns e ha escogitato insieme a Barry Allen un piano per indebolire l'armata di Quar. Le nuvole sopra Gotham sono state infiltrate di kryptonite sintetica e, quando comincia a piovere, l'acqua che precipita su Quar e gli altri kryptoniani (sul luogo per farsi consegnare Batman) li fa cadere dal cielo come piccole meteoriti. Ora una chance di vittoria sembra possibile. Anche Superman, dotato di un'armatura speciale anti-kryptonite arriva al fianco dell'amico-rivale pronunciando la frase "non preoccuparti, ti copro le spalle". Lara, ignara di quanto sta accadendo, sta iniziando una storia d'amore con il kryptoniano Baal. I kryptoniani sono costretti a fuggire da Gotham, indeboliti dalla kryptonite e attaccati dalla popolazione, dai poliziotti e da Superman e Batman. Il loro leader subisce un feroce pestaggio da Batman ma riesce però a fuggire e, mentre è in volo, ferisce il Cavaliere Oscuro con un raggio. A Gotham giunge anche Lara ma viene distratta da Batwoman e poi fermata da sua madre Wonder Woman. Le due combattono tenacemente ma l'Amazzone ha la meglio anche se non infierisce e lascia andare la figlia. Superman non vuole lasciar morire Batman senza tentare qualsiasi cosa pur di salvarlo. Lo porta immediatamente in uno dei pozzi d'acqua di Ra's al Ghul, nascosto in una caverna di una catena montuosa asiatica. La caratteristica mistico/esoterica di queste acque è quello di rigenerare i tessuti e donare la vita eterna a chi vi si immerge regolarmente. Nel caso di Bruce, riescono a rigenerarlo dalla grave ferita prima che il corpo muoia, il difensore di Gotham si riprende miracolosamente ed esce dal pozzo guarito. Quar e i suoi seguaci si radunano per pianificare la prossima mossa e Lara è con loro. Il leader kryptoniano decide di attaccare la città delle amazzoni e rapire il figlio minore di Superman, si tratta di un bimbo ancora in fasce di nome Nathan. Lara si intrufola nella residenza della madre per prendere il fratellino, mentre i superuomini di Quar sono ai confini della città pronti a sferrare un attacco alle amazzoni.
Lara non se la sente di rapire il fratello e viene quindi preso in custodia dalla madre che lo assicura alla sua schiena con una particolare culla e si prepara a guidare le amazzoni in una feroce battaglia contro i kryptoniani. La lotta imperversa e Diana combatte senza tregua a capo del suo popolo. Alla fine Quar e i suoi sono costretti a ritirarsi. Sul luogo della battaglia arriva anche Superman ma non fa in tempo a prenderne parte, il suo intervento non è stato necessario ma rimane sollevato dal sapere che Diana e il figlio sono salvi. Ora Superman si ricongiunge con Batman per sferrare l'attacco decisivo. Nel frattempo, le mogli di Quar attaccano Lara, colpevole di non essere intervenuta nello scontro con le amazzoni, ma questi è soccorsa dall'intervento di Hal Jordan, il quale ha recuperato il suo anello e riesce ad animare la mano che lo porta anche dopo che è stata separata dal suo corpo, ritrovando così i suoi poteri. Riesce così a prendersi la rivincita sulle kryptoniane che lo avevano mutilato. Emergono dissapori interni tra gli uomini di Quar che vorrebbero smettere di lottare per il dominio del pianeta. Ne segue uno scontro che lascia in vita solo lo stesso Quar e alcuni dei suoi fedelissimi. Questi vengono raggiunti da Batman e Batgirl che però vengono fermati da Superman che decide di affrontare personalmente i suoi malvagi simili. Con anche l'intento di dimostrare alla figlia Lara cosa rappresenta veramente Krypton, Superman affronta e sconfigge da solo tutti i fedelissimi di Quar, utilizzando più l'intelligenza e l'astuzia che la forza o la velocità, sbalordendo perfino Batman che capisce che in tutti quegli anni l'Uomo d'Acciaio si era sempre trattenuto. Capendo di essere sconfitto, Quar ordina ai suoi figli di sacrificarsi facendosi esplodere causando un'esplosione termonucleare come quella che hanno usato per distruggere Los Angeles. Sembra la fine e perfino Batman ammette di essere a corto di idee ma, con grande sorpresa di tutti, Atom ritorna in scena e interviene per rimpicciolirli a dimensioni così ridotte che il loro martirio non causa che una piccola esplosione. Rimane solo Quar e ad affrontarlo arriva Lara che lo spinge ad altissima velocità verso il sole dove la sua autoesplosione si disperde inutilmente.
Epilogo: La minaccia di Quar ha riavvicinato i principali supereroi della Terra che sono tornati a combattere all'unisono in una nuova "Justice League, anche se il gruppo non si riforma ufficialmente. Batman, dopo essere stato immerso in uno dei pozzi di Ra's Al Ghul è ringiovanito di trent'anni ed è pronto a riprendere la sua infinita battaglia con i supercriminali di Gotham. Ad affiancarlo c'è Caroline Kelly che ora ha preso l'identità di Batwoman. Per quanto riguarda Superman, è riuscito a ristabilire un rapporto con la figlia e vuole cercare di fare ciò che hanno fatto i suoi genitori adottivi con lui: partecipare all'incredibile esperienza di condividere le contraddizioni e le emozioni che si prova ad essere parte degli uomini e delle donne del meraviglioso pianeta Terra.

## Realizzazione
Il progetto di dare vita ad un nuovo capitolo ambientato nell'universo narrativo concepito da Frank Miller ne Il ritorno del Cavaliere Oscuro si concretizza intorno al 2011. Miller parla a Jim Lee della sua intenzione di tornare a dedicarsi ai personaggi della storia da lui iniziata nel 1986. Grazie alla intermediazione di Jim, anche Dan DiDio (redattore e responsabile creativo della DC) si interessa allo sviluppo del terzo capitolo del Batman rivisto da Miller. Nonostante la condivisione di intenti devono passare però 3 anni prima di arrivare alla stesura di uno script, che però non viene realizzato da Miller ma da Brian Azzarello. L'opera viene annunciata come co-realizzata dai due autori insieme, con i disegni affidati a Kubert. Prima dell'uscita del numero uno è però lo stesso Miller a sostenere che è stato Brian Azzarello ad avere la responsabilità creativa per la storia e i testi, e lui si è solo limitato ad una supervisione senza però influire sulla visione del collega. Emerge anche la notizia che era stato chiamato come scrittore Scott Snyder (già autore della serie regolare di Batman) ma questi ha declinato la proposta per problemi familiari e impegni lavorativi.
Nonostante Miller non partecipi ai disegni della storia principale, realizza però le matite per il mini-comic allegato ad ogni albo e dal titolo Dark Knight Universe Presents. Le chine sono affidate a Klaus Janson e le storie si collegano alla trama principale (sono quindi tie-in) ma vedono come protagonisti diversi supereroi. Il primo è dedicato ad Atomo, qui nella sua versione Silver Age, l'alter-ego è quindi Ray Palmer. Con queste storie che ampliano le vicende della main-story, cioè Master Race, vi è la volontà di creare un affresco dell'universo narrativo iniziato con la miniserie Il ritorno del Cavaliere Oscuro e in cui la continuity differisce da quella che vede protagonisti degli albi del periodo The New 52. Ci si trova infatti in una terra parallela a quelle raccontata nella maggior parte delle serie DC Comics (uscite dopo il 2011) e questo è coerente con il concetto di Multiverso presente nelle saghe DC. In seguito alla creazione del secondo Multiverso DC, dopo gli eventi di Crisi infinita nel 2006, l'universo narrativo denominato Dark Knight Universe prende il nome di Terra-31 (o Earth-31 in originale). Il secondo Multiverso viene poi distrutto durante l'universe-wide crossover Flashpoint dalle cui ceneri rinasce un nuovo Multiverso (il terzo) che viene delineato in parte da Grant Morrison nell'opera The Multiversity. Frank Miller ha però chiesto di non dare una denominazione specifica alla dimensione parallela in cui si collocano le avventure del "suo" Batman e dei supereroi che abitano lo stesso universo narrativo.
Tra i fattori che hanno determinato la realizzazione dell'opera non è da sottovalutare l'uscita del film Batman v Superman: Dawn of Justice prevista per marzo 2016. Si tratta del primo lungometraggio che vede protagonisti sia Batman che Superman, ai quali si va ad aggiungere anche Wonder Woman, portando così sullo schermo le tre icone della DC Comics. Il regista Zack Snyder ha espressamente dichiarato di ispirarsi a Batman - Il ritorno del Cavaliere Oscuro di Frank Miller per ricreare lo scontro tra un Batman scettico delle buone intenzioni del kryptoniano e un Superman semidivino visto da taluni come una minaccia aliena. Dalle prime immagini trapelate si vede chiaramente che Bruce Wayne si costruisce un'armatura molto simile a quella utilizzata dal Cavaliere Oscuro di Miller per poter affrontare alla pari L'Uomo d'Acciaio. Sicuramente l'attesa per il film e il ritorno all'attenzione dei lettori delle opere batmaniane di Miller hanno spinto la DC a cercare di sfruttare il momento favorevole per una nuova opera sequel de Il ritorno del Cavaliere Oscuro.

## Distribuzione
L'opera viene distribuita a partire dal novembre 2015 come miniserie di 8 numeri. Ognuno di questi è composto da due albi; un albo principale di 32 pagine con misure standard (contenente la storia principale) e un mini-albo (o mini-comic in originale) che ha misure ridotte ed è composto da 16 pagine. Quest'ultimo rappresenta un'appendice che andrà a sviluppare l'universo narrativo del Batman di Frank Miller così come si è dipanato a partire dall'opera seminale Batman - Il ritorno del Cavaliere Oscuro del 1986 per poi proseguire in Batman - Il Cavaliere Oscuro colpisce ancora e in Dark Knight III: The Master Race (presentato come il capitolo che vuole chiudere una trilogia). Da considerare in continuity con le tre opere sopracitate è la serie prequel di Frank Miller e Jim Lee dal titolo All Star Batman e Robin (pubblicata dal 2005 ma incompiuta).
Dopo l'uscita di ogni numero, viene distribuita a distanza di 2 settimane circa una versione collector's edition del medesimo (cioè un'edizione da collezionista). Questa presenta gli stessi contenuti di quella regolare ma con le storie dell'albo principale e del mini-comic rilegate come albo singolo e con le pagine delle stesse dimensioni. La copertina rientra tra le variant cover (o copertine alternative) realizzate per l'opera. Il prezzo di questa edizione è di $12.99 (dodici dollari e novantanove centesimi) contro i $5.99 (cinque dollari e novantanove centesimi) di quella regolare. Dopo la pubblicazione dei primi sette numeri la DC Entertainment distribuisce un cofanetto realizzato appositamente per contenere gli albi della collector's edition.
In occasione dell'uscita di Dark Knight III: The Master Race, viene anche annunciata una riedizione della miniserie Il ritorno del Cavaliere Oscuro (prima parte della trilogia) in una edizione speciale denominata The Dark Knight Returns: Frank Miller Gallery Edition, curata dalla Graffiti Designs. Si tratta di un volume cartonato di 216 pagine dalle dimensioni superiori a quelle di un normale comic book e simili a quelle delle tavole originali realizzate da Miller e inchiostrate da Janson. La stampa ha una definizione superiore presentando 200 linee per pollice, con una carta più pesante (definita in originale heavy paper stock) che contribuisce a dare la sensazione che ci si trova di fronte alle tavole originali. Al tutto vengono aggiunte le copertine originali e materiale mai pubblicato prima.

## Accoglienza

### Vendite
La miniserie viene distribuita in un momento critico per la DC Entertainment che si trova in calo di vendite e sta perdendo posizioni nei confronti della rivale Marvel Comics. Questa, a novembre 2015, conquista il 43,20% del mercato fumettistico (vendite espresse in dollari) mentre la DC ha solo il 26,35%. La Marvel è anche reduce dal grande successo delle nuove Secret Wars di Jonathan Hickman, alle quali segue un rilancio All-New All-Different (l'ennesimo nell'arco di un quinquennio) che gli presta la scusa per distribuire gran parte delle sue serie con un nuovo n. 1 (operazione di renumbering ormai prassi dal 2011 per le Big Two). Il mese in cui esce il primo albo di Dark Knight III, la Marvel è in piena offensiva con il lancio di nuove serie quali: Deadpool, Extraordinary X-Men di Jeff Lemire, All New All Different Avengers di Mark Waid, All New Wolverine, The Mighty Thor, Miss Marvel, All New Hawkey (Vol.2) sempre di Lemire, Web Warriors, i nuovi The Ultimates, il ritorno di Howard the Duck e molte altre iniziative. La DC è spiazzata e riesce a piazzare solo 3 albi nei primi 30 posti degli albi più venduti, contro i 26 della Marvel. Nonostante le avversità del mercato, il successo ottenuto da The Dark Knight III: The Master Race n. 1 è strepitoso, conquista il primo posto della classifica delle vendite (davanti a tutte le serie Marvel) e vende (in pre-ordine) 440'234 copie, più del doppio di qualsiasi albo supereroistico distribuito nello stesso mese. L'unico a reggere il confronto è un albo del franchise di Guerre stellari dal titolo Star Wars Vader Down n. 1 distribuito dalla Marvel e che ottiene il secondo posto tra i top-seller. Il 2015 è un anno caratterizzato dall'enorme successo ottenuto dai fumetti ispirati all'universo creato da George Lucas e ora pubblicati dalla Marvel (che ne detiene i diritti in quanto parte del gruppo Disney). La DC non riesce a rispondere con un brand altrettanto vincente e mentre il n. 1 della nuova serie Star Wars arriva a vendere la cifra record (per gli anni duemila) di 1 milione di copie, la DC stenta a realizzare un albo che superi le 100 000. Bisogna sottolineare che l'hype attorno a Guerre Stellari è alimentato dall'uscita a dicembre 2015 dell'episodio VII della serie dal titolo: Star Wars - Il risveglio della Forza. In questo contesto il successo di Dark Knight III è notevole ma a sua volta si inserisce sulla scia dell'attesa di un altro blockbuster quale Batman v Superman di Zack Snyder, il quale ha più volte sostenuto di ispirarsi alle opere del Cavaliere Oscuro di MIller.
Di seguito la tabella illustra per ogni albo: la data di copertina, la posizione nella classifica di vendite del distributore Diamond Comic Distributors, le copie distribuite in base ai pre-ordini del Mercato Diretto, e le annotazioni.
| albo                                  | data di copertina | posizione | copie  | annotazioni |
| ------------------------------------- | ----------------- | --------- | ------ | --- |
| Dark Knight III: The Master Race n. 1 | gennaio 2016      | 1         | 440234 | Albo DC Comics più venduto del 2015. |
| Dark Knight III: The Master Race n. 2 | febbraio 2016     | 2         | 158188 | Notevole calo nelle vendite rispetto al primo numero. Rimane l'albo più venduto della DC ed è superato solo da Secret Wars n. 8, albo conclusivo del company-wide crossover 2015 della Marvel Comics. |
| Dark Knight III: The Master Race n. 3 | aprile 2016       | 1         | 146044 | albo più venduto in assoluto tra quelli distribuiti nel mese di febbraio 2016. Supera le serie della concorrente Marvel nonostante questa domini il mercato aggiudicandosi oltre il 42% degli albi venduti. |
| Dark Knight III: The Master Race n. 4 | giugno 2016       | 3         | 143055 | Rimane l'albo DC più venduto. Insieme al n. 51 della serie regolare Batman sono le uniche serie della casa editrice a superare le 100000 copie. |
| Dark Knight III: The Master Race n. 5 | agosto 2016       | 6         | 139919 | Perde posizioni per il lancio del company-wide crossover Civil War II della rivale Marvel. Nello stesso mese escono gli albi regolari delle prime serie DC legate all'evento Rinascita. Si tratta del miglior mese in assoluto per dollari incassati (per aggregazione di ogni editore) da quando c'è l'esclusiva di distribuzione per il Diamond Comic Distributor.                        |
| Dark Knight III: The Master Race n. 6 | dicembre 2016     | 4         | 133642 | Torna ad essere l'albo DC più venduto. La forza iniziale dei titoli Rebirth comincia a dissiparsi e la casa editrice perde quote di mercato. Nello stesso mese gli unici albi della DC a superare le 100 000 copie sono quelli della serie regolare di Batman e quello All Star sempre dedicato all'Uomo Pipistrello.                                                                       |
| Dark Knight III: The Master Race n. 7 | febbraio 2017     | 3         | 119114 | Le vendite si mantengono alte nonostante i ritardi di distribuzione rispetto alle date annunciate. Gli unici due albi del mese che battono DKIII sono il primo numero della miniserie evento che vede la Justice League contrapposta alla Suicide Squad (DC Comics) e il numero 1 di IVX, ovvero Inumani contro Mutanti (Marvel Comics).                                                    |
| Dark Knight III: The Master Race n. 8 | maggio 2017       | 2         | 107892 | Per la sesta volta un albo della miniserie Dark Knight III risulta essere il più venduto tra tutti quelli pubblicati dalla DC Comics. Questo nonostante non faccia parte dell'evento editoriale DC Rebirth o di altri tipi di crossover o particolari campagne di marketing. L'unico albo a superarlo (di sole 6.000 unità circa) è il n. 25 di The Amazing Spider-Man della rivale Marvel. |
| Dark Knight III: The Master Race n. 9 | luglio 2017       | 5         | 103319 | Si tratta del miglior mese in termine di vendite in dollari da oltre vent'anni. Il primo posto è occupato dal rilancio della storica serie Peter Parker: The Spectacular Spider-Man della Marvel, che si prende anche il terzo posto con la serie dedicata a Dart Fener. Dark Knight III si mantiene salda anche con il suo ultimo numero, continuando però il calo delle copie vendute.    |

### Critiche
Frank Miller riceve critiche negative per lo stile utilizzato nei suoi disegni dei mini-albi allegati denominati Dark Knight Universe Presents. Il suo tratto viene giudicato eccessivamente stilizzato e sommario. In sua difesa interviene Rob Liefeld, uno dei sette fondatori della Image Comics. Sostiene che i disegni di Miller mantengano una unicità ed energia che lo pone ancora come punto di riferimento. Lo paragona ad altri artisti che hanno fatto la storia dei comic statunitensi quali John Byrne, Walter Simonson e Mike Mignola. Cita Jack Kirby, il cui tratto non ha mai avuto pretese di realismo ma si è invece piegato alla volontà artistica di esprimere energia in ogni tavola, rendendolo uno dei più grandi punti di riferimento per le generazioni a venire e per lo stesso Liefeld.

## Premi
L'inchiostratore e rifinitore Klaus Janson vince il premio Harvey Award 2016 come Best Inker (o migliore inchiostratore) per il suo lavoro su Dark Knight III: The Master Race. Tra i nominati della categoria vi erano Seth Mann (per Ninjak della Valiant Entertainment), Danny Miki per la serie regolare di Batman, Tom Palmer (per Bloodshot Reborn della Valiant Entertainment), Joe Rivera (per The Valiant della Valiant Entertainment), e Ryann Winn (per Divinity della Valiant Entertainment).

## Il sequel e altri progetti
Lo stesso mese di novembre 2015 nel quale viene distribuito Dark Knight III, Frank Miller si dice pronto a realizzare una nuova miniserie come sequel dell'opera e dal titolo provvisorio DK IV. La spinta a realizzare un ulteriore capitolo è venuta all'artista dopo aver letto e collaborato (solo parzialmente) alla miniserie di Azzarello e Kubert. La nuova storia sarà in continuity con quelle precedenti e vedono protagonista la versione del Cavaliere Oscuro concepita da Miller nel 1986 con Batman - Il ritorno del Cavaliere Oscuro. Per il nuovo quarto capitolo Miller ha dichiarato di voler creare da solo la storia ma non è ancora deciso se ne realizzerà anche i disegni. La nuova storia ambientata nel Dark Knight Universe prende forma nel 2019 e prende il titolo: Il ritorno del Cavaliere Oscuro - Il bambino d'oro. Si tratta di un albo unico in formato "prestige" che vede ai testi lo stesso Miller e ai disegni Rafael Grampá, artista di fama internazionale che torna al mondo dei fumetti dopo 6 anni di assenza. La storia si svolge 3 anni dopo la conclusione di Dark Knight III e vede protagoniste Carrie Kelley come Batwoman e Lara come erede di Superman, alle quali si aggiunge il "ragazzo d'oro", figlio di Kal-El/Clark Kent, ovvero Jonathan Kent. Con quest'opera Miller vuole espandere il mondo del Cavaliere Oscuro portando alla ribalta una nuova generazione di eroi. L'albo viene distribuito l'11 dicembre 2019 per l'imprint DC Black Label.
In seguito all'enorme successo della miniserie Master Race, Frank Miller torna ad attirare l'attenzione degli editori e dei media e lo stesso artista sembra deciso a riprendere con vigore il suo impegno come fumettista, questo dopo alcuni anni di relativa inattività in seguito a problemi personali e di salute. La Dark Horse annuncia infatti l'uscita della graphic novel Xerses: The Fall of the House of Darius and the Rise of Alexander, opera prequel di 300. Si tratta di un progetto già annunciato nel 2010 ma ora Miller è deciso a portarlo a compimento per il 2018. Sempre per la Dark Horse, l'autore newyorkese ha annunciato che realizzerà un nuovo capitolo della serie noir Sin City, opera che aveva sviluppato nel corso degli anni novanta e che ha goduto di due trasposizioni cinematografiche e di cui è stata annunciata una possibile serie televisiva.

## Edizione italiana
L'edizione italiana è a cura della RW Edizioni che la pubblica sotto l'etichetta Lion, all'interno della collana DC Multiversity. La serie viene pubblicata con il titolo Batman, Il Cavaliere Oscuro III: Razza Suprema. Il primo albo viene distribuito il 14 maggio 2016 sul n. 14 di DC Multiversity. Oltre all'albo con copertina regolare, vengono distribuiti 13 albi con copertine alternative (variant cover), questo per il primo numero. Il formato rispetta quello originale costituito da un comic book spillato di 32 pp. dalle dimensioni regolari (16,8 x 25,6 cm) a cui è allegato il minibook (dal titolo Dark Knight Universe Presents) con dimensioni ridotte (14,0 x 21,6 cm). Nei mesi successivi esce anche una versione brossurata di 96 pagine che raccoglie due albi della miniserie e relativi minibook stampati nel formato regolare.

## Raccolte originali
- Batman The Dark Knight: The Master Race HC: edizione cartonata di 379 pagine, che raccoglie i nove albi della serie e i minicomic allegati presentandoli nello stesso formato[31]. La copertina è di Andy Kubert. Data di distribuzione: 13 settembre 2017[31].
- Batman The Dark Knight: The Master Race - The Covers Deluxe Edition HC: edizione cartonata che raccoglie tutte le copertine, sia regolari che variant cioè alternative rispetto a quella regolare, distribuita con la maggior parte degli albi[31]. La raccolta viene presentata come un omaggio a Frank Miller da parte di alcuni dei più grandi artisti del fumetto[31]. La copertina della raccolta è dello stesso Miller, le pagine sono 176 e la data di distribuzione è il 13 settembre 2017[31].